# Beta Arietis
Beta Arietis (β Arietis, viết tắt Beta Ari, β Ari), chính thức đặt tên Sheratan /ˈʃɛrətæn/, là một hệ thống sao và ngôi sao thứ hai sáng nhất trong chòm sao Bạch Dương (Aries), đánh dấu sừng thứ hai của chòm sao hình con dê.

## Danh pháp
Beta Arietis là tên gọi của ngôi sao theo danh pháp Bayer. Nó cũng mang ký hiệu Flamsteed 6 Arietis.
Tên truyền thống, Sheratan (hoặc Sharatan, Sheratim),  đầy đủ Al Sharatan, xuất phát từ tiếng Ả Rập الشرطان AS-šaraţān "hai dấu hiệu", một tham chiếu đến các ngôi sao đã đánh dấu sự xuân phân bán cầu bắc cùng với Gamma Arietis nhiều ngàn năm trước.Năm 2016, Liên minh Thiên văn Quốc tế đã tổ chức một Nhóm làm việc về Tên sao (WGSN)  để lập danh mục và chuẩn hóa tên riêng cho các ngôi sao. WGSN đã phê duyệt tên Sheratan cho ngôi sao này vào ngày 21 tháng 8 năm 2016 và hiện tại nó đã được đưa vào Danh mục tên của IAU.

## Đặc điểm
Beta Arietis có cấp sao biểu kiến là 2,66. Dựa trên các phép đo thị sai, nó nằm ở khoảng cách 59,6 năm ánh sáng (18,3 parsec) tính từ Trái đất. Đây là một hệ sao đôi quang phổ bao gồm một cặp sao quay quanh nhau với sự phân tách hiện không thể thấy được bằng kính viễn vọng thông thường. Tuy nhiên, cặp đôi đã được phân tách rõ khi quan sát với Giao thoa kế Mark III Stellar tại Đài thiên văn Mount Wilson. Điều này cho phép các yếu tố quỹ đạo được tính toán, cũng như khối lượng riêng của hai ngôi sao. Các ngôi sao hoàn thành quỹ đạo hình elip cao của chúng sau mỗi 107 ngày.
Ngôi sao chính có phân loại sao là A5 V, có nghĩa là nó là một ngôi sao theo trình tự chính loại A đang tạo ra năng lượng thông qua phản ứng tổng hợp hạt nhân của hydro trong vùng lõi của nó. Dự án NStars cung cấp cho ngôi sao một loại phổ kA4 h5 m5 Va theo hệ thống phân loại phổ MK sửa đổi. Quang phổ của ngôi sao thứ cấp chưa được xác định, nhưng, dựa trên khối lượng, nó có thể thuộc phân loại sao dạng F5 III-V hoặc G0 V. Sao phụ mờ hơn 4 độ so với sao chính; do đó tổng năng lượng thoát ra từ hệ thống bị chi phối bởi ngôi sao chính. Trong một vài triệu năm, khi sự phát triển sao chính trở thành sao khổng lồ đỏ, dự kiến là một lượng lớn khối lượng đáng kể sẽ chuyển đến sao thứ cấp.
Sao chính đã được phân loại là một sao tự quay nhanh, với tốc độ quay dự kiến là 73 km/s với giới hạn dưới của tốc độ quay phương vị dọc theo đường xích đạo. Nó cũng có thể là một ngôi sao Am nhẹ, là một nhóm các ngôi sao cho thấy quang phổ kỳ dị với các vạch hấp thụ mạnh từ các yếu tố và sự thiếu hụt khác nhau ở những người khác. Trong β Arietis, các đường hấp thụ này được mở rộng do hiệu ứng Doppler từ phép quay, khiến cho việc phân tích các mẫu phong phú trở nên khó khăn.